# Pekka Vennamo
Pekka Veikko Vennamo (né le 7 novembre 1944 à Helsinki) est un homme politique, fonctionnaire et directeur d'entreprise finlandais.

## Carrière
Vennamo a été député (1972–1975 et 1979–1989), président du Parti rural de Finlande (SMP) (1979–1989).
Il est Ministre des Finances (6.5.1983 – 30.4.1987)  puis Ministre des Communications (30.4.1987 – 30.9.1989).
Il est directeur général de l'Agence finlandaise des postes et des télécommunications (fi), puis de Sonera (fi) (1989–1999).